# Pablo Harguindey
Pablo Harguindey Maneiro (nacido el 7 de septiembre de 2005 en Santiago de Compostela, La Coruña) es un jugador de baloncesto profesional español que mide 1,98 metros y juega de alero. Actualmente pertenece a la plantilla del Obradoiro CAB de Primera FEB.

## Trayectoria
Formado en las categorías inferiores de CI Rosalía de Castro y Obradoiro CAB, junto a su hermano Alejandro.
En la temporada 2022-23, con apenas 17 años debuta con el filial del Obradoiro CAB en Liga EBA. 
El 10 de marzo de 2024, hace su debut en Liga Endesa con el Obradoiro CAB en un encuentro frente al Valencia Basket, que acabaría con derrota por 75 a 95. Más tarde, durante la misma temporada disputaría otros tres encuentros más de la Liga Endesa.
Tras el descenso a la Primera FEB, en la temporada 2024-25 se convierte en jugador de la primera plantilla del Obradoiro CAB.